# Berki Feriz
Berki Feriz (Cattaro, 1917. december 31. – Budapest, 2006. január 7.) ortodox egyházi vezető, teológus, tanár, egyházi író.

## Életpályája
Az akkor az Osztrák–Magyar Monarchiához tartozó Dalmáciában született katonatiszti családban. 1930-ban jött Magyarországra. Iskoláit szülőhelyén, majd Szentesen és Budapesten végezte.
1942. július 19-én házasságot kötött évfolyamtársával, Maria Purnarával. Két gyermekük született, Manuéla (1944) és Ádám (1946).
1936-tól az athéni egyetem teológiai karán tanult, kiváló eredménnyel. 1940-ben diplomázott. 1941 és 1952 között a Vallás- és Közoktatásügyi Minisztérium (majd utódintézménye) ortodox ügyekért felelős referense volt.
Minisztériumi tevékenységével párhuzamosan igazgatója és kinevezett rendes tanára volt az 1942-ben megnyílt budapesti Görög Keleti Lelkészképző Főiskola és Papnevelő Intézetnek. (Szakterülete a patrológia, kánonjog és egyházi görög nyelv volt.)
Az intézmény 1942 áprilisától 1944 júniusáig működött. 1944 nyarán egy SS páncélos hadosztály foglalta el a főiskolát. Berki Ferizt (és tanár kollégáját, Popovits Istvánt) 1944. december 5-én a nyilasok letartóztatták. A háború utolsó hónapjait „védőőrizetben” Sopronkőhidán töltötték. (Az eufemisztikus kifejezés azt jelzi, hogy konkrét vádat nem emeltek velük szemben, csak nem bíztak bennük, ezért raboskodtak.) A gyanút (az intézmény jellegéből eredő görög, orosz, ruszin, román, szerb kapcsolatokon és hallgatókon felül) az keltette, hogy két kárpátaljai hallgatóját, két testvért, 1944 tavaszán tett otthoni látogatásuk alkalmával kivégezték. (Szovjet ejtőernyősök véletlenül éppen az ő családi házukban kerestek menedéket.) A letartóztatottak nagyobb hányada megmenekült, de például Bajcsy-Zsilinszky Endre, aki szintén ott volt fogoly, ismeretesen mártírhalált halt. Berki Ferizt aztán, másokkal együtt, 1945. márciusának végén Németországba deportálták. Onnan került haza.
A háború után az ortodox főiskola nem újította fel a tevékenységét. Berki Feriz a budapesti görög ortodox gyülekezet lelkésze lett, majd nemsokára az egész Magyar Ortodox Egyházmegye vezetője. A Magyarországi Magyar Görög Keleti Egyházközségek Ideiglenes Főhatósága (1954-től Magyar Ortodox Adminisztratúra) által szervezett lelkész- és kántorképző tanfolyamok egyik szervezője és előadója volt.
1954. július 12-én diakónussá, július 18-án pappá szentelték. (Utóbbi szertartást I. Alekszij pátriárka végezte a zagorszki kolostorban.) Lelkészként a budapesti (Petőfi téri) Nagyboldogasszony Magyar Ortodox Székesegyház parókusa. 1954. július 20-tól protoierej, a Magyar Ortodox Egyházmegye esperes-adminisztrátora.
1957-ben teológiai doktori címet szerzett az eperjesi Ortodox Teológiai Karon. (Prešov, Szlovákia.)
Érdemeiért 1973-ban a Moszkvai Teológiai Akadémia, majd 1988-ban a budapesti Református Hittudományi Akadémia adományozott neki díszdoktori címet.
2006-ban, hosszas betegeskedés után hunyt el, a lehetőségekhez képest szinte haláláig tevékenyen maradva. Sírja a Farkasréti temetőben van.

## Jelentősebb művei
Feriz atya jelentős irodalmi, fordítói és szerkesztői munkásságot tudhatott magáénak.
A budapesti Görögkeleti Hittudományi Főiskola igazgatójaként és tanáraként 1942-től 1944-ig szerkesztette a főiskola  „Hronika” című évkönyvét, amelybe maga is több cikket írt.
Egyházszervezői tevékenységébe illeszkedett az a törekvés, hogy a szertartási szövegeket magyar nyelvre fordítsa, mivel az ortodox keleti egyházakban kezdettől fogva az volt a szokás, hogy az istentisztelet nyelve a nép nyelve legyen. Ebbe a munkálkodásba illeszkedik első jelentős műve: A Magyarországi Ortodox Keleti Egyház szervezése (1942), valamint az olyan dolgozatai, mint A keleti orthodox egyház elnevezéséről (1945) és Az 1868. IX. t. c. kánonjogi megvilágításban (1945).
Ő és az általa vezetett főiskola tanárai rakták le a magyar nyelvű ortodox teológiai, liturgiai, hitbuzgalmi irodalom alapjait. 1944-ben megjelent a tanártársával, Popovits Istvánnal közösen lefordított Aranyszájú Szent János Isteni Liturgiája, 1946-ban a Kánonok könyve, majd sorra napvilágot láttak a görög nyelvből átültetett liturgikus fordításai, amelyeket munkatársai, így többek között Berki Zuárd Illés és Tolmacsov Mihály lelkészek segítségével készített el.
Ezek: Liturgikon I–II. (1955–1972, 2. kiad. 1980–2003), Imakönyv az ortodox keresztények számára (1956, 1987), Evchologion (1959, 1997), Hymnologion I–II. (1969).
Szerkesztőként is gondozta a kollégáival együtt írt Az Ortodox kereszténység című könyvet. (1975, 2. kiad. 1984; azóta is a legátfogóbb tájékoztató jellegű munka magyar nyelven az ortodox egyházról.)
Társszerzőként közreműködött Rapcsányi László Áthosz c. könyvének megírásában (1979), annak két fejezetét készítette el. (A Szent Hegy belső rendje és Baziliták?) Továbbá a függelékben foglalkozott a görög szavak átírásával is.
Görög nyelven is írt a magyarországi ortodoxia történetéről (Reprint kiadása 1994, Budapest.)
Sok kiadást megért műve az Újgörög társalgási zsebkönyv (1969).
1952-től felelős szerkesztője volt a Magyar Ortodox Adminisztratúra hivatalos lapjának, az Egyházi Krónikának. (De maga is megjelentette benne számtalan önálló írását, prédikációját és fordítását.)
Írásaiból válogatás jelent meg Az el nem ásott talentum – cikkek, tanulmányok, igehirdetések  címmel (1985-ben, Budapesten).  Megrendítő része a nekrológok fejezete, benne Alekszij pátriárka, Nyikogyim metropolita, iskolatársa, Makáriosz érsek, a későbbi ciprusi elnök, valamint öccse, Berki Zuárd Illés protoierej búcsúztatása.
Több kiadvány egy-egy fejezetének a megírására is felkérték, így például Tarr Kálmán: Az 1000 éves orosz kereszténység (1988), Antalóczy Péter: Felekezeti egyházjog (2004), Doncsev Toso – Szőke Lajos: A keleti kereszténység Magyarországon (2007), Faragó Tamás:  Magyarország társadalomtörténete a 18–19. században. (2004), Imrényi Tibor: Magyarság és ortodoxia : ezer esztendő (2002).
Cikkei a hazai keresztény sajtó minden fontos orgánumában megjelentek, a katolikus Vigíliában, a református alapítású ökomenikus Theologiai Szemlében, az evangélikus Diakoniában, de sok más helyen is.

## Közéleti tevékenysége
A Magyar Ortodox Egyház is tagja lett a magyarországi egyházi együttműködés szervezeteinek (1954-től Magyarországi Egyházak Ökumenikus Tanácsa), követve a világ ortodox egyházainak többségét, melyek beléptek a második világháború után alakult Egyházak Világtanácsába. Berki Feriz maga is bekapcsolódott a magyarországi ökumené munkájába, vezetésébe. 1962-től visszavonulásáig a Magyarországi Egyházak Ökumenikus Tanácsa elnökségi tagja volt. Ilyen minőségében került a Hazafias Népfront alakuló kongresszusának elnökségébe is, és hasonló okból tevékenykedett az Országos Béketanács tagjaként. 
Ökumenikus munkásságát a más keresztény egyházak és emberek iránti tisztelet és szeretet hatotta át: számos katolikus és protestáns pappal, teológussal, tanárral, újságíróval volt közeli barátságban. Aktívan közreműködött számos más társadalmi szervezet munkájában is, a korszak lehetőségeinek és követelményeinek kereteiben.

## Elismerései
Birtokosa volt az Orosz ortodox egyház számos kitüntetésének: 1959-ben díszes papi mellkereszttel tüntették ki, 1974-ben pátriárkai kereszttel, 1997-ben pedig protopresbiteri címmel.
- Szent Vlagyimir érdemrend (1964 és 1987), 2. fokozat[22][23]
- Moszkvai Szent Innokentyij érdemrend, 2. fokozat[24][25]
- Moszkvai Szent Dániel érdemrend, 2. fokozat[24][26]
- Radonyezsi Szent Szergij érdemrend, 2. fokozat (1994)[27][24]

Világi elismerések
- A Magyar Népköztársaság Zászlórendje, III. fokozat (1958, majd 1987)[29]
- Munka Érdemrend, arany fokozat (1978)[30]
- Magyar Lajos-díj (1992)[2][28]
- Aranytoll-díj (1997)[2][3][28]
- Magyar Köztársasági Érdemrend tisztikeresztje (polgári tagozat) (1997)[31]